# Barbara Byrne
Barbara Byrne es una deportista estadounidense que compitió en remo. Ganó dos medallas en el Campeonato Mundial de Remo, en los años 1993 y 1995.

## Palmarés internacional
| Campeonato Mundial | Campeonato Mundial       | Campeonato Mundial | Campeonato Mundial        |
| Año                | Lugar                    | Medalla            | Prueba                    |
| ------------------ | ------------------------ | ------------------ | ------------------------- |
| 1993               | Račice (República Checa) | Medalla de bronce  | Cuatro sin timonel ligero |
| 1995               | Tampere (Finlandia)      | Medalla de oro     | Cuatro sin timonel ligero |